# Montrose, Colorado
Montrose är en stad (city) i Montrose County, i delstaten Colorado, USA. Enligt United States Census Bureau har staden en folkmängd på 19 011 invånare (2011) och en landarea på 46,1 km². Montrose är huvudort i Montrose County.